# وليد عوني
وليد عوني مصمم رقص مصري ومؤسس فرقة التانيت للرقص المسرحى الحديث في مدينة بروكسيل في بلجيكا ومدير المدرسة المصرية للرقص الحديث التابعة لدار أوبرا القاهرة بمصر.

## أعمالة
- حياة الفيلسوف جبران خليل جبران
- بيارو الحزين
- نرسي
- بوليرو
- معالجات عند فرويد
- روميو وجولييت
- مراسلات
- لقاءات
- فلاش باك
- الرقم التاسع
- رابعة العدوية
- جمهورية اسم
- اليوم الثاني لهيروشيما

## حياته المهنية
في الفترة بين 1983 و1990 عمل وليد عونى مع مصمم الرقصات العالمي موريس بيجار كمصمم للسينوغرافيا والديكور والملابس في بروكسيل وباريس وطوكيو في عروض قصة الجندى، قداس الزمن الآتى، اديث بياف، باريس- طوكيو، هاراجورو، الهرم- النور الذي قدمه بيجار في دار الأوبرا المصرية عام 1990، بعيدا عن الرقص أخرج وليد عونى عدة مسرحيات للكاتب البلجيكى الشهير فيليب بانييه هي: شواطئ ذهبية، توراكس، ساغريس وسوفوكليس ليلا.
بين عامى 1990 و1991 قام بإخراج وتصميم عرضين لفرقة باليه أوبرا القاهرة هما إيقاع الأجيال، ليالى أبو الهول الثلاث كما صمم وأخرج عرض زنقة الناموس لفرقة الباليه التونسى، وفي عام 1993 كُلف رسميا من قبل وزير الثقافة المصري فاروق حسني بتأسيس أول فرقة للرقص المسرحى الحديث في مصر والعالم العربى تتبع دار الأوبرا المصرية حيث قدمت أول عروضها تناقضات، ثم سقوط إيكاروس 1993، حفريات تدعى أجاثا 1994 والثلاثية المصرية الغيبوبة- نجيب محفوظ 1995، المقابلة الأخيرة- تحية حليم 1996، صحراء شادى عبد السلام 1997، الأفيال تختبئ لتموت 1995، في البداية كان الرقص 1998 وبروفا في نفس العام، أغنية الحيتان 1998، حارس الظل 1999، شهرزاد كورساكوف 2000، أسرار سمرقند 2001، وسترة النجاة تحت المقعد 2002، محمود مختار ورياح الخماسين 2003، كلارا والرمال المتحركة 2004 وبين الغسق والفجر 2005. كما قام بإخراج عدة عروض لوزارة الثقافة وهي ليالى طيبة في الأقصر وعرض افتتاح متحف النوبة ورسالة الأقصر إلى العالم بمعبد الدير البحرى والاحتفال بانتهاء ترميم أبو الهول، افتتاح مسرح الجمهورية 2001، افتتاح مكتبة الإسكندرية 2002، افتتاح المئوية للمتحف 2002، افتتاح مسرح سيد درويش 2004.
نال وليد عونى العديد من الجوائز العالمية والأوسمة وميداليات التقدير من فرنسا وبلجيكا واليابان ومصر، كما نال وسام الشرف برتبة فارس من الحكومة اللبنانية ووسام الأدب والفن برتبة فارس من الحكومة الفرنسية ودرع القوات المسلحة المصرية وكتب عنه في موسوعة المسرح العربى، كما اختير كأفضل مخرج لعام 1997 في استفتاء جريدة الأخبار وأحسن مصمم ومخرج في استفتاء القنوات المتخصصة الفضائية لعامى 2002 - 2003، ونال أحسن عرض سينوغرافى عن عرض الأفيال تختبئ لتموت في المهرجان السابع للمسرح التجريبى عام 1995 وأحسن سنوغرافيا لعرض محمود مختار ورياح الخماسين للمهرجان التجريبى الخامس عشر 2003، كما عمل مع عدة مخرجين عالميين في المسرح والسينما من بينهم موريس بيجار وجاك لاسال وفيتوريو روسي ويوسف شاهين وجوسلين صعب وجو مالكونيان والمخرج الإيطالى البرتو كورنو، وقدم أغلب عروضه المصرية في أكثر من 12 دولة أجنبية وعربية، ويرأس حاليا المهرجان الدولي للرقص المسرحي الحديث الذي تنظمه وزارة الثقافة المصرية وصندوق التنمية الثقافية ودار الأوبرا المصرية مع مثيلاتها الأوروبية منذ عام 1999. وهو مدير فنى لأول مدرسة للرقص المعاصر التابعة لصندوق التنمية الثقافية في مركز الإبداع الفنى.
وكان آخر اعمالة بتاريخ 17 ديسمبر 2009 بعرض عشر سنوات مضيئة، في مملكة البحرين وقال عوني إن هذا العمل من أجمل العروض والأعمال الكبيرة التي قدمها خلال مشواره الفني.